# 渡辺由布子
渡辺 由布子（わたなべ ゆうこ、1983年11月20日 - ）は、フリーPR兼日本のモデル。学位は学士（経済学）（学習院大学）。
埼玉県出身。埼玉県立浦和第一女子高等学校、学習院大学経済学部卒業。

## 来歴・人物
中学時代までは優等生であり、髪型や服装なども規則を破ったことは無かったという。埼玉県立浦和第一女子高等学校に進学後、非常に自由な校風の高校であったためファッションに目覚めた。高校時代にサロンモデルにスカウトされたことをきっかけに、読者モデルとしての活動を開始する。大学時代はnon-no、mina、SEDAといったカジュアルな雑誌から、Ray、ViVi、JJといった赤文字系の雑誌など、その他数多くの雑誌に登場し、ファッションのジャンルに囚われることなく活躍していた。現在も、steady.等の雑誌に登場している。　
2007年4月から3年間、「美肌一族」で知られる化粧品メーカー「ラブラボ」に広報として勤務。2011年には特技としていたヨガのライセンスを取得し、庄司ゆうこ主宰のスクール「ポジティブスターヨガ」にインストラクターとして参加している。
3人兄妹の長女で、妹と弟がいる。

## 出演

### テレビ
- 三竹天狗（テレビ朝日）

### ラジオ
- ゴチャ2月曜日　（2006年4月 - 2006年9月、MBSラジオ）
- ゴチャ・まぜっ!月曜日 ミニコーナー　（2006年10月 - 2008年3月、MBSラジオ）
- イマドキッ金曜日　（2008年4月 - 2009年4月、MBSラジオ） 
  - 上記番組と同じ内容「イマドキッ」　（2008年4月 - 2009年4月、TBSラジオ）
- イマドキッ　（2009年4月 - 2009年9月、MBSラジオ）　（2009年4月 - 2009年10月、TBSラジオ）
  - 上記番組のタイトルを改名「イマドキッ シーズン2」　（2009年10月 - 2010年4月、MBSラジオ）
- 飛び出せ！イマドキッ　（2010年4月 -　、MBSラジオ）